# Fil·lotinis
Els fil·lotinis (Phyllotini) són una tribu de rosegadors de la subfamília dels sigmodontins. Els representants vivents d'aquest grup s'estenen pels Andes de l'oest de Sud-amèrica i la meitat meridional del continent. Els deserts i semideserts de l'oest de Sud-amèrica i la Puna són els punts de major diversitat dels fil·lotinis, per la qual cosa s'ha suggerit que l'altiplà andí podria ser el lloc on divergiren dels seus parents més propers.